# Jurij Malovrh
Jurij Malovrh, slovenski politik, poslanec in prometni inženir, * 22. april 1946. 

## Življenjepis
Leta 1992 je bil izvoljen v 1. državni zbor Republike Slovenije; v tem mandatu je bil član naslednjih delovnih teles:
- Komisija za lokalno samoupravo,
- Odbor za infrastrukturo in okolje in
- Odbor za kmetijstvo in gozdarstvo.

Od leta 1994 do 2002 je bil župan Občine Šentjur. Je vitez vina. 